# Fedra (Jean Racine)
Fedra (títol original en francès, Phèdre o Phèdre et Hippolyte) és una obra de teatre escrita l'any 1677 per Jean Racine i que es basa en el mite clàssic grec de Fedra, i concretament inspirada en la tragèdia llatina del mateix nom escrita per Sèneca. La peça de Jean Racine consta de cinc parts escrites en versos alexandrins. Aquesta obra teatral va ser un fracàs tal que, com a conseqüència, Racine va decidir deixar la dramatúrgia per a dedicar-se a ser historiador de Lluís XIV de França. Només escriurà dues obres teatrals més a la seva vida, anys més tard, Esther (1689) i Athalie (1691), totes dues basades en temes bíblics.

## Tema
El tema repren un mite de la cultura clàssica. La història tracta sobre l'amor prohibit, Fedra s'acaba de casar amb Teseu (fill d'Egeu, rei d'Atenes) quan s'enamora d'Hipòlit, fill que Teseu havia tingut amb l'amazona Antíope. L'amor és tractat com una malaltia de la qual a més de Fedra, són preses la seva germana Ariadna i la seva mare Pasífae.

## Teatre francès del segle XVII
El segle d'or del teatre en francès és el XVII, i hi destaquen Molière, a les comèdies, i Racine i Pierre Corneille als drames. La diferència principal d'estil entre Racine i Corneille és que el primer té una concepció del món més pessimista, al qual les passions dels personatges sovint condueixen a la mort, mentre que Corneille fa passar dificultats als seus personatges, però aquests solen acabar superant-les.

## L'autor
L'autor és Jean Racine, considerat un dels mestres de la tragèdia a la literatura francesa. Es va quedar orfe als quatre anys, i llavors es va quedar a càrrec de les monges jansenistes de l'abadia de Port-Royal, a París. Segons el jansenisme, l'home és feble front a l'atracció vers el pecat i només Déu el pot salvar. Va rebre una sòlida formació moral jansenista que el va marcar tota la vida.
El món relacionat amb el teatre, i concretament escriure teatre, era considerat escandalós a la seva època, però Racine es va rebel·lar i ho va fer de tota manera, amb peces dramàtiques que s'inspiraven de l'antiguitat amb la intenció de donar-les una mica de dignitat i prestigi. De tota manera la seva carrera com a dramaturg no va ser gaire llarga, va tenir un notable èxit amb Andròmaca (1667) i va ser molt prolífic de 1664 a 1677, però el fracàs de Fedra el va acabar de convèncer per a deixar el teatre.

## Traduccions al català
- 1913/1926. Fedra de Joaquim Ruyra.
- 1964. Fedra de Bonaventura Vallespinosa.
- 1999. Fedra de Modest Prats.
- 2001. Fedra de Josep Maria Vidal.
- 2015. Fedra de Sergi Belbel.